# Digel (Unternehmen)
Die Digel AG (Eigenschreibweise: DIGEL) ist ein deutsches Modeunternehmen mit Sitz in Nagold (Baden-Württemberg). Das 1939 gegründete Unternehmen vertreibt Herrenmode.

## Geschichte

### Gründung und Zweiter Weltkrieg

Prägezeichen Stilisierte D – DIGEL, Exponat des Muzeum Miniaturowej Sztuki Profesjonalnej Henryk Jan Dominiak w Tychach, 13 × 11 mm, aus Metalle

Digel wurde 1939 von Gustav Digel in Nagold mit dem Ziel der Herstellung von Herrenoberbekleidung gegründet und beschäftigte anfangs 20 Mitarbeiter. Bedingt durch den Ausbruch des Zweiten Weltkriegs musste im Folgejahr auf die Produktion von Mänteln und Uniformen umgestellt werden, im weiteren Verlaufe des Krieges musste im Jahr 1944 die Produktion verlegt werden, da die Firmengebäude zur Herstellung von Rüstungsgütern beschlagnahmt worden waren. Zum Kriegsende zog das Unternehmen zurück in den alten Produktionsstandort und begann mit der Herstellung von Uniformen für die französische Besatzungsmacht. Im Folgejahr nahm Digel erneut die Fertigung von Zivilbekleidung auf und verwertete dabei gebrauchte Uniformen und Zivilistenbekleidung.

### Nachkriegsjahre & Wirtschaftswunder
Begünstigt durch die Währungsreform und die große Nachfrage nach Kleidung konnte in den Nachkriegsjahren die Idee eines Komplettausstatters für Herren verwirklicht werden. Digel zog im Jahr 1950 in ein neu gebautes Werk an der Calwer Straße in Nagold. In den Folgejahren wuchs das Unternehmen im Zuge des deutschen Wirtschaftswunders, betrieb mehrere Filialbetriebe und exportierte Anfang der 1960er-Jahre erstmals seine Waren ins Ausland. 1964 wurden 600 Arbeiter beschäftigt und erstmals ein Umsatz von 20 Mio. D-Mark erwirtschaftet.

### 1970er–1990er Jahre
Durch die Rezession nach dem Wirtschaftswunder, die Ölkrisen und durch branchenspezifische Probleme verlor die deutsche Textilindustrie ab den 1970er-Jahren einen Großteil ihrer Akteure. Digel konnte sich auf dem Markt halten, u. a. durch die Erweiterung des Sortiments durch Damenmode im Jahr 1975. Wichtig wurden darüber hinaus die Erschließung neuer Absatzmärkte und auch eine Umstrukturierung des Produktionsprozesses. In diesem Zuge wurde 1979 der erste Betrieb auf Malta eröffnet. 1977 starb der Gründer Gustav Digel, die Unternehmensführung übernahm sein Sohn Hans. Mitte der 1980er-Jahre beschäftigte Digel insgesamt etwa 650 Mitarbeiter und verkaufte seine Waren im In- und Ausland; zum 50. Jubiläum 1989 wurde erstmals ein Umsatz von über 50 Mio. D-Mark erzielt. Im Laufe der 1990er-Jahre wurden die ersten Filialen im europäischen Ausland eröffnet. Im Zuge des Strukturwandels in Deutschland kam es um die Jahrtausendwende zur Umstrukturierung von einem produktionsorientierten Unternehmen zu einer international tätigen Modemarke. Der letzte in Nagold hergestellte Anzug wurde 1997 gefertigt, die Fertigung wurde endgültig in Produktionsstätten im Ausland verlagert.

### Seit 2000
Im neuen Jahrtausend folgten ein neuer Fabrikverkauf sowie die Inbetriebnahme eines neuen Logistikzentrums und eines Verwaltungsgebäudes am neuen Standort im Gewerbegebiet Wolfsberg in Nagold. Die Umwandlung von der GmbH & Co. KG in eine AG geschah im Jahr 2011. Fünf Jahre später wurde erstmals ein Umsatz von über 100 Mio. Euro erwirtschaftet, auch als Folge der Etablierung hin zu einer eigenständigen Marke, die sich auch im Ausland profilieren konnte. Der Export-Anteil liegt bei etwa 60 %.
2019 verzeichnete Digel einen Umsatz in Höhe von 119 Mio. Euro. Zwei Jahre später übernahmen die Enkel des Gründers Gustav Digel und bisherigen Teilgesellschafter, Jochen und Carsten Digel, die AG vollständig. Seit 2021 leitet Jochen Digel in dritter Generation das Familienunternehmen als alleiniger Vorstand; in diesem war er bereits seit 2011 vertreten. Am Hauptsitz sind rund 270 Mitarbeiter beschäftigt, weltweit insgesamt etwa 1000. Die Bekleidung wird in Nagold entworfen und zum großen Teil in Rumänien, Polen, Bosnien und Herzegowina, Bulgarien und der Türkei produziert.

## Produkte
Digel bietet komplette Kollektionen an Herrenmode an, darunter besonders Gesellschaftsmode sowie Freizeitbekleidung.
Die Produkte werden überwiegend im Internet über Onlineshops, im Einzelhandel und in eigenen Stores in über 40 Ländern weltweit angeboten. Der Schwerpunkt liegt auf Europa, es werden auch der Nahe Osten, Kanada und die USA bedient.